# 梁珤
梁 珤（りょう ほう、生年不詳 - 1467年）は、明代の軍人。字は惟善。本貫は汝寧府汝陽県。

## 生涯
梁銘の子として生まれた。1435年（宣徳10年）2月、保定伯の爵位を嗣いだ。1448年（正統13年）、副総兵となり、福建の鄧茂七の乱の討伐にあたり、九龍山でその残党を攻撃した。軍を返すと、反乱が再び起こったため、梁珤は降格されて事官となった。石亨に従って功績を立て、爵位をもどされた。1450年（景泰元年）、平蛮将軍の印を受け、王驥に代わって貴州の苗族の乱を討つことになった。その冬、四道に分かれて進攻し、反乱軍を撃破し、7000人あまりを斬首し、寨500を破った。1451年（景泰2年）、沅州から兵を進め、都督の方瑛とともに反乱軍を興沢で破り、さらに香炉山で撃破した。苗王韋同烈らを捕らえ、数千人を捕斬した。兵を分けて都勻・草塘の苗族たちを攻撃し、かれらを降した。軍を返すと、苗族は再び反抗したので、梁珤は方瑛とともに再びこれを討ち、反乱を鎮圧した。1452年（景泰3年）12月、功を論じられて、爵位を保定侯に進められた。1453年（景泰4年）、湖広清浪の苗族の反乱を討って鎮圧した。1454年（景泰5年）2月、誥券を与えられ、保定伯の爵位の世襲を認められた。1457年（天順元年）、陝西に出向して駐屯し、涼州で敵を破り、さらに靖虜堡で撃破した。北京に召還され、左府の事務を監理した。1467年（成化3年）12月、死去した。蠡国公の位を追贈された。諡は襄靖といった。

## 妻子

### 妻
- 張氏（張輗の次女）[2]

### 子
- 梁傅（保定伯の爵位を嗣いだ）
- 梁任（兄の梁傅の死後、保定伯の爵位を嗣いだ。南京左府を管轄した）